# Șicula
Șicula (in ungherese Sikula) è un comune della Romania di 4 495 abitanti, ubicato nel distretto di Arad, nella regione storica della Transilvania.
Il comune è formato dall'unione di 3 villaggi: Chereluș, Gurba, Șicula.
L'esistenza di Șicula risulta documentata dal 1334, ma più antico risulta il villaggio di Gurba, citato in documenti del 1213.